# Vihara
Vihāra (woonplaats) is in het theravada-boeddhisme een plaats waar bhikkhus en bhikkhunis verblijven. Het kan vergeleken worden met een combinatie van klooster, tempel en kerk in een licht ascetische omgeving. Hier kan aan meditatie worden gedaan en studie verricht in de Pali-teksten.
In de Thaise taal wordt hiervoor het (Khmer) woord wat (Thai: วัด – IPA: wat – klinkt als wat) gebruikt. Binnen een wat bevindt zich gewoonlijk een wihan (Thai: วิหาร – IPA: wihaːn – klinkt als wihaan), afgeleid van vihara.